# Edwin Carlile Litsey

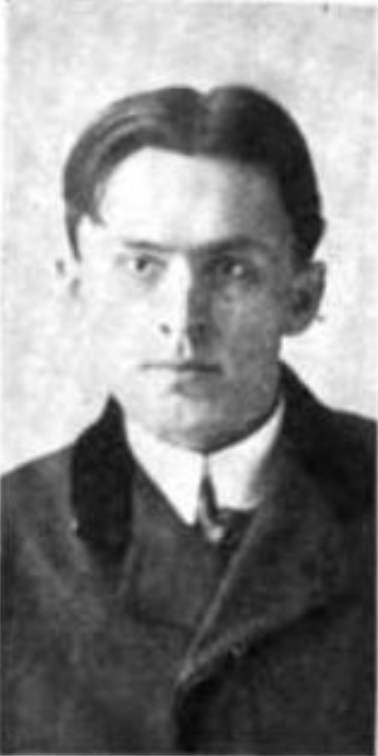
Edwin Carlile Litsey (1906)

Edwin Carlile Litsey (* 3. Juni 1874 in Beechland, Washington County, Kentucky; † 3. Februar 1970 in Lebanon, Marion County, Kentucky) war ein US-amerikanischer Dichter und Schriftsteller.

## Leben

### Familie und Ausbildung
Der in Beechland in der Nähe von Springfield zur Welt gekommene Edwin Carlile Litsey, Sohn des William Henry Litsey sowie dessen Ehegattin Sarah Elizabeth Johnston, erhielt seine schulische Ausbildung an den lokalen öffentlichen Schulen sowie an Privatschulen. Edwin Carlile Litsey heiratete am 5. Juni 1900 Carrie Rachel Selecman († 23. Oktober 1910). Dieser Verbindung entstammte die als Dichterin in Erscheinung getretene Tochter Sarah Selecman Litsey Nye Ford (1901–1996). Der Anfang Februar 1970 in seinem 96. Lebensjahr verstorbene Edwin Carlile Litsey wurde auf dem Ryder Cemetery in Lebanon beigesetzt.

### Beruflicher Werdegang
Edwin Carlile Litsey erhielt nach Abschluss seiner schulischen Ausbildung im Alter von 17 Jahren eine Anstellung in der Marion National Bank in Lebanon. Litsey, dem dort im Laufe seiner Dienstjahre das Angebot unterbreitet wurde, das Präsidentenamt zu übernehmen, welches er ablehnte, trat erst im Alter von über 90 Jahren in den Ruhestand. Edwin Carlile Litsey trat daneben als Verfasser von Gedichten, Kurzgeschichten sowie Romanen hervor. 1904 gewann er den Black Cat Story Contest, an dem über 10000 Autoren teilnahmen. 1954 wurde er zum Poet Laureate of Kentucky ernannt. Er hielt ein Life Membership in der Académie internationale d’histoire des sciences sowie Mitgliedschaften im Authors' Club, im National Arts Club, im Washington Art Club sowie im  Louisville Arts Club inne.

## Werke
- The princess of Gramfalon, in: (Wright American fiction ; v. 3 (1876-1900), reel L-22, no. 3363), Editor Pub. Co., Cincinnati, 1898
- The love story of Abner Stone, A.S. Barnes, New York, 1902
- The race of the swift, in: American fiction IV, 1901-1905, reel 139, no. 1367., Little, Brown, and Co., Boston, 1905
- A bluegrass cavalier, Dorrance, Philadelphia, 1922
- The filled cup : a book of poems for Sarah, The Standard Printing Company, Louisville, Ky., 1935
- The eternal flame, a novelette, Standard Printing Company, Louisville, Ky., 1937
- Stones for bread, Caxton printers, Caldwell, Id., 1940